# Testa di donna di profilo
Testa di donna di profilo è un dipinto del pittore francese Pierre-Auguste Renoir, realizzato nel 1878 e conservato al Musée d'Orsay di Parigi.

## Descrizione
A posare per il dipinto è Margot (Marguerite Legrand), una delle modelle predilette di Renoir, le cui fattezze appaiono appare in molti dipinti degli anni 1870 del pittore (si veda La liseuse). Margot era un'amabile fanciulla di Montmartre che «aveva una pelle che rifletteva la luce» (sono queste parole dello stesso Renoir) e che morì nel febbraio 1879 di febbre tifoidea. Il suo lutto, ovviamente, fu causa di grande dispiacere per il pittore. L'opera, passata al medico Paul Gachet (appassionato collezionista di quadri impressionisti), giunse al Louvre nel 1951, per poi trovare la sua collocazione definitiva nel 1986 all'Orsay.
L'opera si presenta come l'immagine di un'istantanea fotografica scattata da Renoir di fronte al motivo che lo ha sedotto. Margot è colta con un'inquadratura che ne accentua la grazia della posa e presenta uno sguardo pensoso, rivolto verso chissà dove e acceso dalla luce che la inonda a pieno volto. Il candore della sua pelle, oltre a far risaltare le labbra rosee, è trattato con un modellato attentamente studiato e conferisce al viso una delicatezza quasi da porcellana. Renoir, differenziando il trattamento pittorico delle varie parti, riesce inoltre a rendere l'impressione sensibile di quei brani che particolarmente hanno causato la sua attenzione, come il foulard bianco e i capelli biondicci. Le pennellate, come in quasi tutte le opere renoiriane di questi anni, sono rapide, disinvolte e leggerissime e non arrivano a coprire la superficie pittorica nella sua interezza, tanto che molto spesso lasciano intravedere la trama della tela sottostante. Nonostante quest'estrema e istintiva libertà creativa, Renoir riesce ad accordare i vari elementi pittorici in un grande equilibrio compositivo e cromatico, esaltato dal notevole peso concesso al nero, secondo l'esempio di Manet, che a questo colore dedicò celebri capolavori.